# Hati (staroegipčanska mitologija)
Hati je v staroegipčanski mitologiji božanstvo, ki je upodobljeno kot moški z ženskimi prsi, velikim trebuhom in vodnimi rastlinami na glavi.